# Casio Graph 80
La Casio Graph 80 (ancien nom : CFX-9990GT) est une calculatrice graphique de Casio.
Caractéristiques:
- CFX : elle permet de faire des graphiques en couleurs (4 couleurs : rien (fond jaunâtre), vert, orange, bleu)
- GT elle peut se connecter aux ordinateurs et autres calculatrices Casio.